# Serhij Biłokiń
Serhij Wiktorowycz Biłokiń, ukr. Сергій Вікторович Білоконь (ur. 14 listopada 1977) – ukraiński piłkarz, grający na pozycji pomocnika.

## Kariera piłkarska

### Kariera klubowa
Wychowanek UFK Dniepropetrowsk. 15 sierpnia 1994 debiutował w Wyszczej lidze w składzie Dnipra Dniepropetrowsk w meczu z Nywą Tarnopol (3:2). W rundzie wiosennej sezonu 1994/95 oraz rundzie wiosennej sezonu 1995/96 został wypożyczony do Krywbasa Krzywy Róg. Również w 1996 i 1997 występował w farm klubie Metałurh Nowomoskowsk. Potem postanowił zakończyć karierę piłkarską i zająć się biznesem.

### Kariera reprezentacyjna
W latach 1993–1994 występował w juniorskiej reprezentacji Ukrainy. Na juniorskich mistrzostwach Europy w 1994, rozgrywanych w Irlandii, ukraińska reprezentacja zajęła 3. miejsce. W 1997 rozegrał 3 mecze w składzie młodzieżowej reprezentacji Ukrainy.

## Sukcesy i odznaczenia

### Sukcesy klubowe
- brązowy medalista Mistrzostw Ukrainy: 1995

### Sukcesy reprezentacyjne
- brązowy medalista Mistrzostw Europy U-16: 1994